# Kerttu Niskanen
Kerttu Elina Niskanen (* 13. Juni 1988 in Oulu) ist eine finnische Skilangläuferin.

## Werdegang
Niskanen startete bei den Juniorenweltmeisterschaften 2007 im italienischen Tarvisio. Dort wurde sie 17. und 18. über 5 km Freistil und im Skiathlon. Ihren ersten Start im Skilanglauf-Weltcup hatte sie in der Saison 2007/08 am 2. Dezember in Kuusamo. Über 10 km klassisch belegte sie den 61. Platz. Bei den Juniorenweltmeisterschaften 2008 in Mals holte sie Bronze in der Staffel und verpasste über 5 km klassisch nur knapp eine Medaille.
In der Saison 2008/09 nahm sie zunächst vorwiegend an Wettbewerben des Scandinavian Cups teil. Durch ihre guten Ergebnisse bei diesem Rennen, mit einem Sieg und einem dritten Platz, durfte sie am Saisonende wieder am Skilanglauf-Weltcup teilnehmen. Mit dem 12. Platz in 30-km-Massenstart und dem 14. Platz in Sprint holte sie sich ihre ersten Weltcuppunkte. Bei den U23-Weltmeisterschaften 2009 in Praz de Lys holte sie Bronze in Sprint. In der Saison 2009/10 gelang ihr der vierte Rang beim Scandinavian Cup. Bei den U23-Weltmeisterschaften 2010 in Hinterzarten holte sie Gold über 10 km klassisch.
In der nachfolgenden Saison nahm sie an der Tour de Ski teil, bei der sie aber nur Plätze im Mittelfeld belegte und beim Abschlussrennen nicht antrat. Trotzdem gelang es Niskanen, sich im Weltcup zu etablieren. Mit Platz zehn in Otepää am 22. Januar schaffte sie erstmals einen Rang unter die ersten Zehn. Eine Woche später, bei den U23-Weltmeisterschaften in Otepää, holte sie Gold in Sprint und Bronze im Skiathlon. Sie beendete die Saison mit dem 36. Platz im Gesamtweltcup. Bei den finnischen Skilanglaufmeisterschaften 2011 in Kuopio gewann sie Gold über 30 km Freistil.
In der Saison 2011/12 erreichte sie den 16. Platz bei der Tour de Ski 2011/12 und beendete die Saison mit dem 32. Platz im Gesamtweltcup. Bei den finnischen Skilanglaufmeisterschaften 2012 holte Niskanen Bronze über 3,3 km klassisch. Bei den nordischen Skiweltmeisterschaften 2013 im Val di Fiemme erreichte sie den fünften Platz in der Staffel und den siebten Platz im 30-km-Massenstartrennen. Die Saison 2012/13 beendete sie auf dem 11. Platz in der Gesamtwertung. Bei den finnischen Skilanglaufmeisterschaften 2013 holte sie Gold über 30 km Freistil.
Die bisher erfolgreichste Saison ihrer Karriere war die Saison 2013/2014. Die Tour de Ski schloss sie als Fünfte ab. Sie gewann dabei eine Etappe. Beim Höhepunkt der Saison, den Olympischen Winterspielen 2014 in Sotschi, gewann sie Silber mit der Staffel und Silber im Teamsprint zusammen mit Aino-Kaisa Saarinen. Zum Saisonende erreichte sie in Oslo mit dem dritten Platz im 30-km-Massenstartrennen erstmals eine Podestplatzierung im Einzel. Beim Weltcupfinale in Falun belegte sie den vierten Rang in der Gesamtwertung. Die Weltcup-Saison endete für sie mit dem fünften Platz im Gesamtweltcup und dem dritten Platz im Distanzweltcup. Bei den finnischen Skilanglaufmeisterschaften 2014 holte sie zweimal Gold und zweimal Bronze.
Zu Beginn der Saison 2014/15 belegte sie den neunten Platz bei der Nordic Opening. Beim darauffolgenden Weltcuprennen in Davos holte mit dem dritten Platz über 10 km klassisch ihre einzige Podestplatzierung in der Saison. Bei den finnischen Meisterschaften 2015 in Jämi gewann sie Bronze im Sprint, Silber über 10 km Freistil und Gold über 15 km klassisch. Im Februar 2015 holte sie bei den Nordischen Skiweltmeisterschaften in Falun Bronze mit der Staffel und belegte den vierten Platz im Skiathlon und im 30-km-klassisch-Massenstartrennen. Im selben Monat wurde sie finnische Meisterin über 15 km klassisch. Die Saison beendete sie auf dem 14. Platz im Gesamtweltcup und dem 12. Rang im Distanzweltcup. Nach Platz fünf bei der Nordic Opening in Ruka zu Beginn der Saison 2015/16, wurde sie in Lillehammer Zweite mit der Staffel. Bei der Tour de Ski 2016 kam sie sechsmal unter die ersten Zehn und errang damit den fünften Platz in der Gesamtwertung. Beim folgenden Weltcup in Nové Město belegte sie den dritten Platz mit der Staffel. Zum Saisonende errang sie den siebten Platz bei der Ski Tour Canada und erreichte den neunten Platz im Gesamtweltcup und den sechsten Rang im Distanzweltcup. Im April 2016 wurde sie finnische Meisterin in der Verfolgung. In der Saison 2016/17 belegte sie den 14. Platz bei der Weltcup-Minitour in Lillehammer und den sechsten Rang bei der Tour de Ski 2016/17. Dabei lief sie bei der Abschlussetappe die drittschnellste Zeit. Anfang Februar 2017 wurde sie bei den finnischen Meisterschaften Zweite im Sprint. Bei den Nordischen Skiweltmeisterschaften 2017 in Lahti gewann sie die Bronzemedaille mit der Staffel. Zudem errang sie den sechsten Platz über 10 km klassisch und den fünften Platz zusammen mit Aino-Kaisa Saarinen im Teamsprint. Zum Saisonende belegte sie in Oslo im 30-km-Massenstartrennen den dritten Platz und beim Weltcup-Finale in Québec den 11. Platz. Die Saison beendete sie jeweils auf dem achten Platz im Gesamt- und im Distanzweltcup. Anfang April 2017 wurde sie in Kontiolahti finnische Meisterin über 15 km klassisch und in Ylitornio Dritte über 30 km Freistil. Nach Platz 19 beim Ruka Triple zu Beginn der Saison 2017/18, wurde sie mit vier Top-Zehn-Platzierungen Sechste bei der Tour de Ski 2017/18. Ihre besten Resultate bei den Olympischen Winterspielen 2018 in Pyeongchang waren der sechste Platz im 30-km-Massenstartrennen und der vierte Rang mit der Staffel. Beim Weltcupfinale in Falun errang sie den 11. Platz und erreichte abschließend den zehnten Platz im Gesamtweltcup und den neunten Rang im Distanzweltcup.
In der Saison 2018/19 erreichte Niskanen mit sieben Platzierungen in den Punkterängen den 43. Platz im Gesamtweltcup und den 21. Rang im Distanzweltcup. Dabei holte sie in Cogne über 10 km klassisch ihren zweiten Weltcupsieg und den 34. Platz beim Weltcupfinale in Québec. Beim Saisonhöhepunkt, den Nordischen Skiweltmeisterschaften 2019 in Seefeld in Tirol, lief sie auf den 22. Platz über 10 km klassisch. Nach Platz 12 beim Ruka Triple zu Beginn der Saison 2019/20, kam sie bei der Tour de Ski 2019/20 auf den 11. Platz. In Lahti wurde sie Zweite mit der Staffel und erreichte abschließend den 15. Platz im Gesamtweltcup und den 11. Rang im Distanzweltcup. In der Saison 2020/21 kam sie siebenmal in die Punkteränge, darunter Platz neun beim Ruka Triple und erreichte damit den 28. Platz im Gesamtweltcup. Zudem wurde sie in Lahti Dritte mit der Staffel. In der folgenden Saison holte sie bei der Tour de Ski 2021/22, die sie auf dem fünften Platz beendete, in Lenzerheide über 10 km klassisch ihren dritten Weltcupsieg und bei den Olympischen Winterspielen 2022 in Peking die Bronzemedaille im 30-km-Massenstartrennen und die Silbermedaille über 10 km klassisch. Zum Saisonende wurde sie in Falun Zweite mit der Mixed-Staffel und beendete die Saison auf dem siebten Platz im Gesamtweltcup. Anfang April 2022 wurde sie finnische Meisterin über 5 km Freistil und 30 km klassisch.

## Persönliches
Ihr Bruder Iivo ist ebenfalls Skilangläufer.

## Siege bei Weltcuprennen

### Weltcupsiege im Einzel
| Nr. | Datum             | Ort         | Disziplin                       |
| --- | ----------------- | ----------- | ------------------------------- |
| 1.  | 17. Februar 2019  | Cogne       | 10 km klassisch Individualstart |
| 2.  | 10. Dezember 2022 | Beitostølen | 10 km klassisch Individualstart |
| 3.  | 17. März 2023     | Falun       | 10 km klassisch Individualstart |
| 4.  | 16. März 2024     | Falun       | 10 km klassisch Individualstart |

### Etappensiege bei Weltcuprennen
| Nr. | Datum             | Ort         | Disziplin                       | Rennen              |
| --- | ----------------- | ----------- | ------------------------------- | ------------------- |
| 1.  | 1. Januar 2014    | Lenzerheide | 10 km klassisch Massenstart     | Tour de Ski 2013/14 |
| 2.  | 29. Dezember 2021 | Lenzerheide | 10 km klassisch Individualstart | Tour de Ski 2021/22 |
| 3.  | 31. Dezember 2023 | Toblach     | 10 km klassisch Individualstart | Tour de Ski 2023/24 |
| 4.  | 4. Januar 2024    | Davos       | 20 km Verfolgung klassisch 1    | Tour de Ski 2023/24 |

### Weltcupsiege im Team
| Nr. | Datum           | Ort   | Disziplin                         |
| --- | --------------- | ----- | --------------------------------- |
| 1.  | 31. Januar 2025 | Cogne | 6 × 1,3 km Teamsprint klassisch 1 |

## Teilnahmen an Weltmeisterschaften und Olympischen Winterspielen

### Olympische Spiele
- 2014 Sotschi: 2. Platz Staffel, 2. Platz Teamsprint klassisch, 4. Platz 30 km Freistil Massenstart, 7. Platz 15 km Skiathlon, 8. Platz 10 km klassisch
- 2018 Pyeongchang: 4. Platz Staffel, 6. Platz 30 km klassisch Massenstart, 16. Platz 15 km Skiathlon, 23. Platz Sprint klassisch
- 2022 Peking: 2. Platz 10 km klassisch, 3. Platz 30 km Freistil Massenstart, 4. Platz Staffel, 4. Platz Teamsprint klassisch, 4. Platz 15 km Skiathlon

### Nordische Skiweltmeisterschaften
- 2011 Oslo: 8. Platz 10 km klassisch
- 2013 Val di Fiemme: 5. Platz Staffel, 7. Platz 30 km klassisch Massenstart, 9. Platz Sprint klassisch 12. Platz 15 km Skiathlon
- 2015 Falun: 3. Platz Staffel, 4. Platz 30 km klassisch Massenstart, 4. Platz 15 km Skiathlon, 7. Platz Sprint klassisch, 8. Platz 10 km Freistil
- 2017 Lahti: 3. Platz Staffel, 5. Platz Teamsprint klassisch, 6. Platz 10 km klassisch
- 2019 Seefeld in Tirol: 22. Platz 10 km klassisch
- 2023 Planica: 4. Platz Staffel, 5. Platz 15 km Skiathlon, 6. Platz 30 km klassisch Massenstart, 9. Platz 10 km Freistil
- 2025 Trondheim: 4. Platz Staffel, 4. Platz Teamsprint klassisch, 9. Platz 10 km klassisch

## Platzierungen im Weltcup

### Weltcup-Statistik
Die Tabelle zeigt die erreichten Platzierungen im Einzelnen.
- 1.–3. Platz: Anzahl der Podiumsplatzierungen
- Top 10: Anzahl der Platzierungen unter den ersten zehn
- Punkteränge: Anzahl der Platzierungen innerhalb der Punkteränge
- Starts: Anzahl gelaufener Rennen in der jeweiligen Disziplin
- Hinweis: Bei den Distanzrennen erfolgt die Einordnung gemäß FIS.

| Platzierung               | Distanzrennen a | Distanzrennen a | Distanzrennen a | Distanzrennen a | Distanzrennen a | Skiathlon Verfolgung | Sprint | Etappen- rennen b | Gesamt | Team   | Team    |
| Platzierung               | ≤ 5 km          | ≤ 10 km         | ≤ 15 km         | ≤ 30 km         | > 30 km         | Skiathlon Verfolgung | Sprint | Etappen- rennen b | Gesamt | Sprint | Staffel |
| ------------------------- | --------------- | --------------- | --------------- | --------------- | --------------- | -------------------- | ------ | ----------------- | ------ | ------ | ------- |
| 1. Platz                  |                 | 7               |                 |                 |                 | 1                    |        |                   | 8      | 1      |         |
| 2. Platz                  |                 |                 | 1               | 2               |                 | 1                    |        | 1                 | 5      |        | 5       |
| 3. Platz                  |                 | 2               | 1               | 4               |                 | 4                    | 1      | 1                 | 13     |        | 2       |
| Top 10                    | 5               | 58              | 7               | 17              | 3               | 28                   | 11     | 14                | 143    | 3      | 14      |
| Punkteränge               | 19              | 91              | 10              | 28              | 3               | 56                   | 84     | 26                | 317    | 4      | 14      |
| Starts                    | 22              | 97              | 11              | 28              | 3               | 64                   | 101    | 27                | 353    | 4      | 14      |
| Stand: Saisonende 2024/25 |                 |                 |                 |                 |                 |                      |        |                   |        |        |         |

### Weltcup-Gesamtplatzierungen
| Saison  | Gesamt | Gesamt | Distanz | Distanz | Sprint | Sprint |
| Saison  | Punkte | Platz  | Punkte  | Platz   | Punkte | Platz  |
| ------- | ------ | ------ | ------- | ------- | ------ | ------ |
| 2008/09 | 40     | 67.    | 22      | 45.     | 18     | 55.    |
| 2009/10 | 63     | 72.    | 34      | 57.     | 29     | 58.    |
| 2010/11 | 173    | 36.    | 99      | 30.     | 50     | 40.    |
| 2011/12 | 254    | 32.    | 131     | 27.     | 51     | 39.    |
| 2012/13 | 648    | 11.    | 337     | 12.     | 121    | 21.    |
| 2013/14 | 883    | 5.     | 502     | 3.      | 85     | 28.    |
| 2014/15 | 406    | 14.    | 303     | 12.     | 45     | 41.    |
| 2015/16 | 1120   | 9.     | 638     | 6.      | 68     | 32.    |
| 2016/17 | 704    | 8.     | 417     | 8.      | 43     | 37.    |
| 2017/18 | 757    | 10.    | 481     | 9.      | 44     | 42.    |
| 2018/19 | 166    | 42.    | 163     | 21.     | 3      | 79.    |
| 2019/20 | 584    | 15.    | 411     | 11.     | 33     | 43.    |
| 2020/21 | 206    | 28.    | 137     | 24.     | 11     | 65.    |
| 2021/22 | 695    | 7.     | 417     | 6.      | 98     | 25.    |
| 2022/23 | 1840   | 3.     | 1180    | 1.      | 375    | 22.    |
| 2023/24 | 2080   | 5.     | 1354    | 4.      | 456    | 17.    |
| 2024/25 | 1692   | 3.     | 1205    | 4.      | 232    | 29.    |